# Alvin Coox
Alvin D. Coox (* 8. März 1924 in Rochester, New York; † 4. November 1999 in San Diego, Kalifornien) war ein US-amerikanischer Militärhistoriker.

## Leben
Coox studierte an der New York University mit dem Bachelor-Abschluss und wurde an der Harvard University in Geschichte promoviert. Er lehrte in den 1940er Jahren in Harvard und war an der Johns Hopkins University, bevor er 15 Jahre als Analytiker für die Aufklärung der Air Force nach Japan ging. Von 1964 bis 1995 lehrte er an der University of San Diego und von 1985 bis 1987 war er außerdem Adjunct Professor am Naval War College in San Diego.
Coox ist vor allem durch sein umfangreiches Buch über die fast vergessenen Kämpfe bei Nomonhan (Handagai) 1939 zwischen Japan und der Sowjetunion bekannt, die an zehn Tagen im August 1939 stattfanden, zehntausende Tote forderten und mit einer völligen Niederlage der Japaner endeten, deren Versuch einer Invasion der Mongolei von der Mandschurei aus damit endete. Nach Coox scheuten die Japaner daraufhin weitere Konflikte mit Russland und wandten sich dem vermeintlich leichteren Gegner USA zu. Für sein Buch von 1200 Seiten interviewte er mehr als 400 Beteiligte im Lauf von 35 Jahren Vorbereitung. Es verschaffte ihm nicht nur in den USA, sondern auch in Japan einen Ruf als Militärhistoriker.
1986 erhielt er den Samuel Eliot Morison Prize insbesondere für sein Buch über Nomonhan.

## Schriften (Auswahl)
- Nomonhan: Japan against Russia 1939, 2 Bände, Stanford University Press 1988
- Japan. The final agony, Ballantine Books 1970
- The anatomy of a small war: the Soviet-Japanese struggle for Changkufeng-Khasan, 1938, Greenwood Press 1977
- mit Saburo Hayashi: Kōgun, the Japanese Army in the Pacific War, Quantico, US Marine Corps 1959, Greenwood Press 1978
- Tojo, Ballantine Books 1975
- The unfought war : Japan, 1941–1942, San Diego State University Press 1992